# Liste der Baudenkmale in Westerholt
In der Liste der Baudenkmale in Westerholt sind alle Baudenkmale der niedersächsischen Gemeinde Westerholt im Landkreis Wittmund aufgelistet. Grundlage ist die veröffentlichte Denkmalliste des Landkreises (Stand: November 2000).
Baudenkmale sind „im Sinne des Gesetzes Bodendenkmale, bewegliche Denkmale und Denkmale der Erdgeschichte.“ Die Denkmalliste der Gemeinde Westerholt umfasst sechs Baudenkmale.

## Baudenkmale
Die Liste umfasst, falls vorhanden, eine Fotografie des Denkmals, als Bezeichnung falls vorhanden den Namen, sonst den Gebäudetyp und die Adresse, das Datum der Unterschutzstellung und die Eintragungsnummer Denkmalbehörde.
| Bild                                     | Bezeichnung                                             | Lage                     | Beschreibung | Bauzeit                                                              | Eingetragen seit | Denkmal- nummer |
| ---------------------------------------- | ------------------------------------------------------- | ------------------------ | --- | -------------------------------------------------------------------- | ---------------- | --------------- |
| BW                                       | Wohn-/Wirtschaftsgebäude, Gulfhaus                      | Bültenweg 10 Karte       | Großes Gulfhaus, Ziegelbau mit Traufen- und Ortganggesimsen, originale Fenster und Türen. Wesentliche schutzbegründende Bedeutung: Typus-/Stilausprägung      | Ende 19. Jahrhundert                                                 |                  | 1               |
| Friedhof                                 | Friedhof                                                | Dornumer Straße 1 Karte  | |                                                                      |                  | 2               |
| BW                                       | Glockenturm                                             | Dornumer Straße 1 Karte  | Ziegelbau | 13. Jahrhundert                                                      |                  | 3               |
| Westerholter Kirche mit hoher Kirchwurt. | Westerholter Kirche mit hoher Kirchwurt.                | Dornumer Straße 1 Karte  | Einschiffiger Ziegelbau mit Lisenengliederung. | zweite Hälfte des 13. Jahrhunderts                                   |                  | 4               |
| BW                                       | Wohn-/Wirtschaftsgebäude, Gulfhaus                      | Dornumer Straße 32 Karte | Gulfhaus, Wohnteil eingeschossig mit Drempel, Ziegelbau mit Stuckgliederung. Wesentliche schutzbegründende Bedeutung: Typus-/Stilausprägung                   | datiert 1907                                                         |                  | 5               |
| BW                                       | Wohn-/Wirtschaftsgebäude, Müllerhaus (Nenndorfer Mühle) | Gastweg 3 Karte          | Wohnhaus, eingeschossiger Ziegelbau, zum Teil mit Schiebefenstern, angebaute Gulfscheune in Ziegelbau. Die Mühle steht in der Gemeinde Nenndorf im Gastweg 2. | Mitte 19. Jahrhundert (Wohnhaus), Ende 19. Jahrhundert (Gulfscheune) |                  | 6               |